# Hulkesteinse Bos
Het Hulkesteinse Bos is een natuurgebied van circa 1000 hectare in de Nederlandse gemeente Zeewolde. Het gebied ligt ten noorden van het Nijkerkernauw. Aan de noordzijde loopt de Slingerweg.
Het Hulkesteinse Bos is een jong bosgebied, ontstaan na de inpoldering van Flevoland. De bodem bestaat uit klei, zand en veen. In het bos liggen twee recreatiebedrijven, de Eemhof en het naturistenpark Flevo-Natuur. Na de inpoldering werd de loop van het vroegere riviertje de Laak zichtbaar. De oorspronkelijke loop van deze rivier werd weer hersteld en zorgt nu als Laakse Slenk voor de toevoer van water naar het Hulkesteinse Bos. Tijdens de graafwerkzaamheden zijn op deze plek de restanten van een kogge uit de middeleeuwen en de restanten van prehistorische bewoning gevonden.
Het Hulkesteinse Bos wordt beheerd door Staatsbosbeheer. Door het gebied te vernatten wordt een moerasachtig bos ontwikkeld.
Daar het bos tussen het naturistenterrein van Flevo-Natuur en het naaktstrand van het Laakse Strand gelegen is, kunnen er geregeld naaktlopers waargenomen worden.

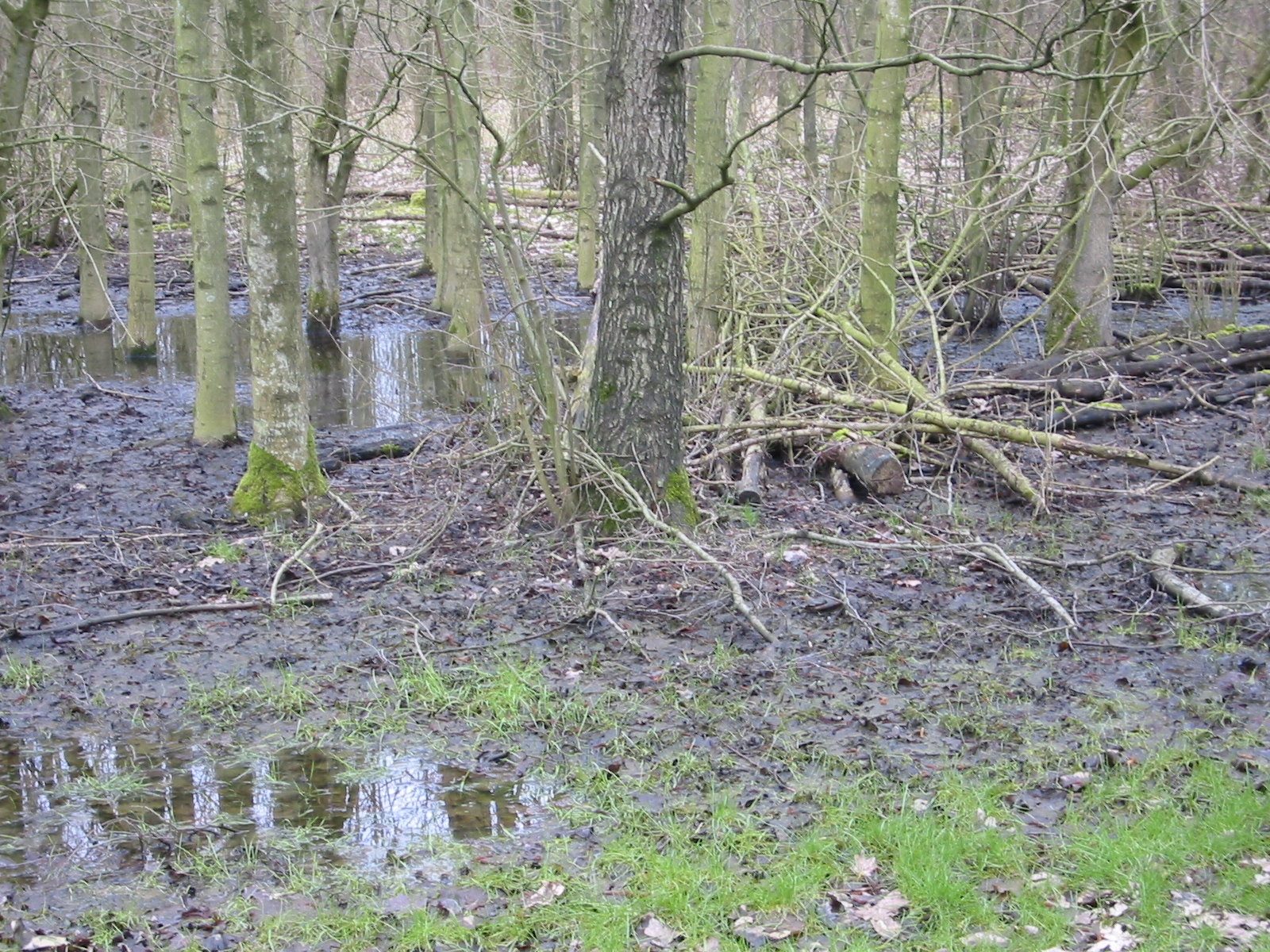
Vernatting van het Hulkesteinse Bos
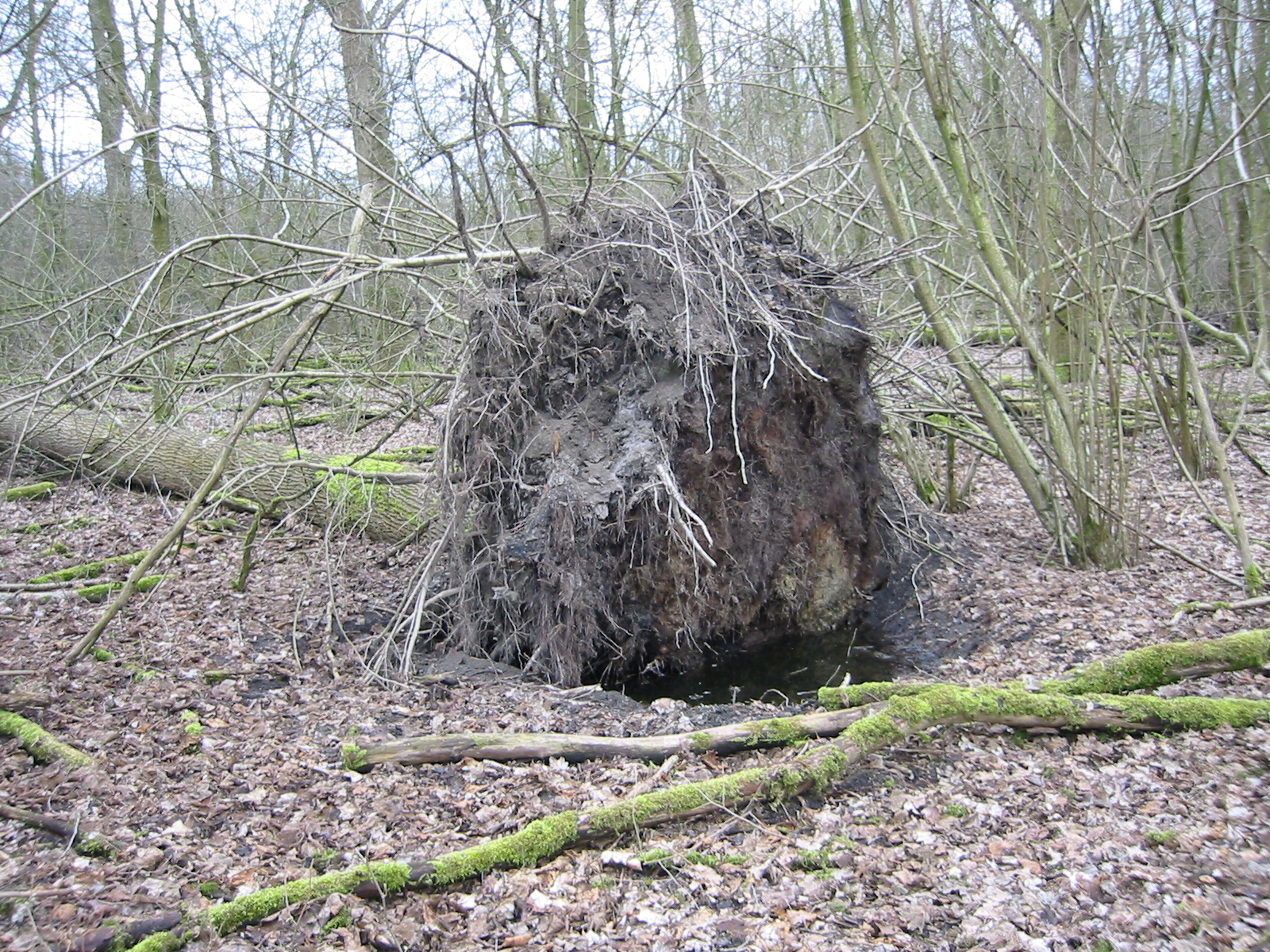
Omgevallen boom in het Hulkesteinse Bos
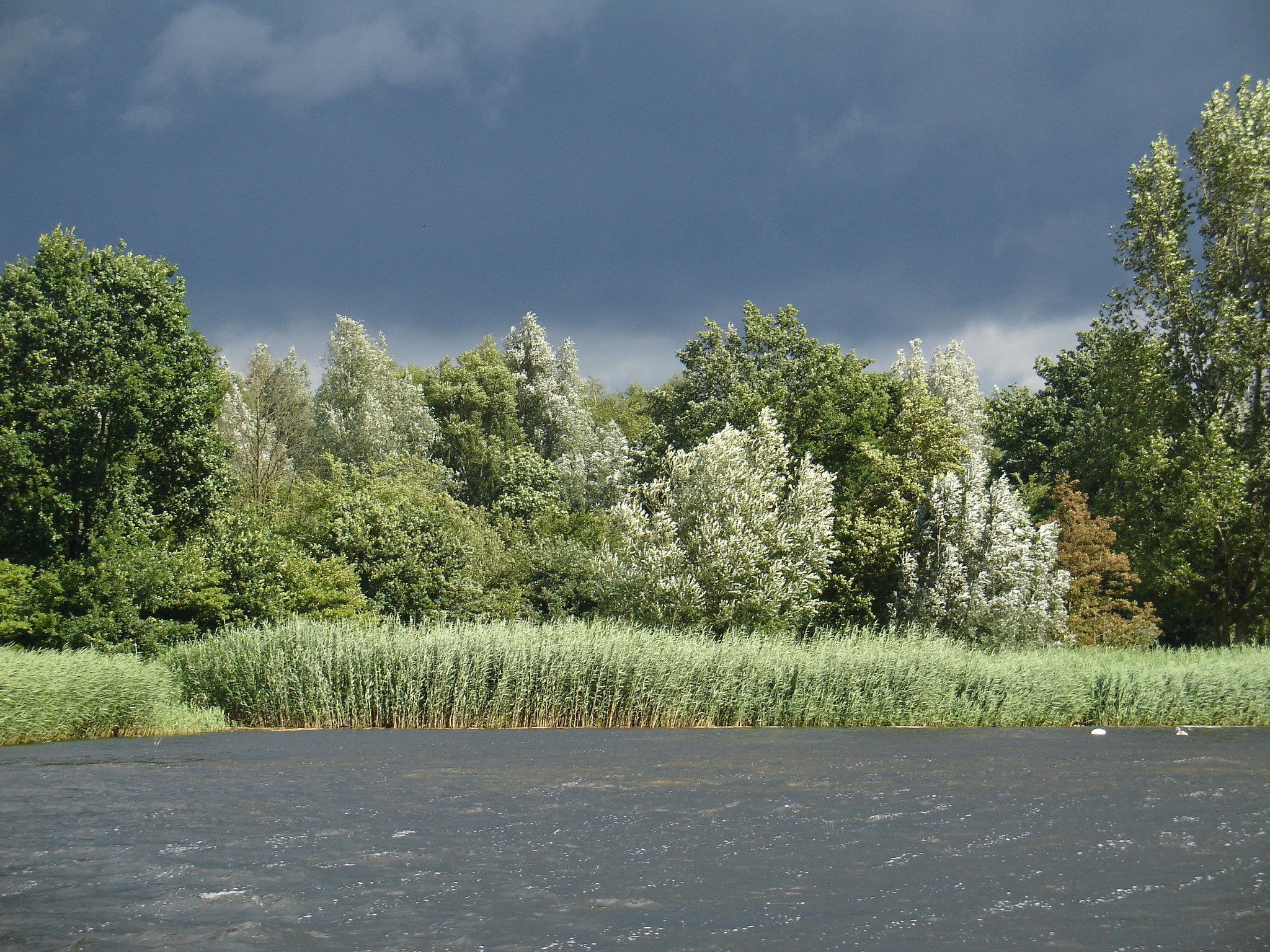
Het bos gezien vanaf het Nijkerkernauw